# Calodipoena
Calodipoena es un género de arañas araneomorfas de la familia Mysmenidae. Se encuentra en América, Asia y Norte de África.

## Lista de especies
Según The World Spider Catalog 12.0:
- Calodipoena biangulata Lin & Li, 2008
- Calodipoena caribbaea (Gertsch, 1960)
- Calodipoena colima (Gertsch, 1960)
- Calodipoena conica (Simon, 1895)
- Calodipoena cornigera Lin & Li, 2008
- Calodipoena dumoga Baert, 1988
- Calodipoena incredula Gertsch & Davis, 1936
- Calodipoena mooatae Baert, 1988
- Calodipoena stathamae (Gertsch, 1960)
- Calodipoena tarautensis Baert, 1988